# بريان باري
بريان باري (بالإنجليزية: Brian Barry)‏، مواليد 3 يناير عام 1936،وتوفي 10 مارس عام 2009. أستاذا الفلسفة السياسية بـ جامعة كولومبيا وأستاذ العلوم السياسية بكلية الاقتصاد في لندن.

## أهم الكتب التي نشرها
نشر كتابه نظرية ليبرالية في العدالة في العام 1973، وهو من الكتب المؤثرة في نظرية العدالة، ثم طور مشروعه النقدي متعدد الأجزاء بسلسلة من الكتب البارزة، وهي نظريات العدالة الاجتماعية 1989، و العدالة بوصفها حيادا 1995، ثم لماذا تعد العدالة الاجتماعية مهمة 2005، وهو يمزج فيها جميعها نظرية العدالة الاجتماعية السائدة مع اكتشافات العلم الاجتماعي.

## الجوائز التي حصل عليها
حصل على جائزة يوهان سكايت للعلوم السياسية في العام 2001.